# Rasmus Malling-Hansen
Rasmus Malling-Hansen (ur. 5 września 1835 w Hunseby, zm. 27 września 1890) – duński nauczyciel, teolog i wynalazca kulistej maszyny do pisania i suchej kalki.

## Życiorys
Rasmus Malling-Hansen urodził się 5 września 1835 roku w Hunseby, w biednej rodzinie jako najstarszy z trzech synów. Już w 1839 roku zmarł na tyfus jego ojciec, a samotna matka wróciła do domu przybranych rodziców. Od dziecka Malling-Hansen wykazywał duże zdolności do nauki, jednak z powodu sytuacji finansowej dość szybko zaczął pracować jako malarz. Dzięki otrzymanemu stypendium ukończył w 1854 roku szkołę nauczycielską z bardzo dobrymi wynikami, realizując jej program zaledwie w dwa lata. W następnych latach pracował jako nauczyciel i korepetytor, a w 1858 roku rozpoczął studia teologiczne, jednak przerwał je po roku i podjął pracę w Królewskim Instytucie Głuchoniemych. W tym czasie był jednym z głównych zwolenników i organizatorów zmian w systemie nauczania głuchoniemych oraz poprawy ich warunków bytowych, nie tylko w Danii, ale w całej Skandynawii.

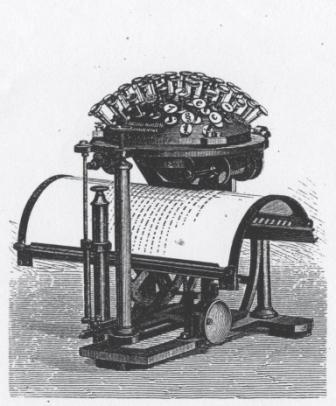
Kulista maszyna do pisania

W 1861 roku Malling-Hansen porzucił pracę i powrócił do studiów teologicznych, jednak już po roku otrzymał ofertę pracy w Instytucie Głuchoniemych w duńskim wówczas Szlezwiku, a w 1864 roku został jego dyrektorem. W 1865 roku powrócił do Kopenhagi i objął kierownictwo Instytutu po odchodzącym na emeryturę Sørenie Heibergu (pozostał na stanowisku do śmierci). W tym samym roku ukończył studia teologiczne, ożenił się z córką Heiberga, Cathrine Georgią Heiberg, i rozpoczął pracę nad kulistą maszyną do pisania.
Maszyna Malling-Hansena była pierwszą na świecie komercyjnie produkowaną maszyną do pisania. Ta konstrukcja, odmiennie od używanych później maszyn z klawiszami w układzie QWERTY, jest nadal maszyną umożliwiającą najszybsze pisanie na świecie. Pierwszy model opatentowano w 1870 roku, a w kolejnych latach wynalazca pracował nad udoskonaleniem swojego wynalazku i w 1872 roku zaprezentował tzw. tachygraf − maszynę przeznaczoną do pisania krótkich notatek. Wraz z tym wynalazkiem zaprezentowana została kalka. Malling-Hansen wiele podróżował po Europie w celu promowania swojego wynalazku, który istotnie odniósł duży sukces. Został nagrodzony główną nagrodą na Skandynawskiej Wystawie Artystycznej, Rolnej i Przemysłowej w Kopenhadze (1872, 1888), otrzymał także Vortschritts medal na Wystawie Światowej w Wiedniu (1873), złoty medal na Wystawie Światowej w Paryżu (1878) i medal za pierwsze miejsce na Wystawie Stulecia w Filadelfii (1876). W 1872 roku został odznaczony duńskim Fortjenestemedalje i guld, austriackim złotym medalem Pro literus et artibus (1873), szwedzkim Orderem Wazów (1876). Najbardziej znanym użytkownikiem maszyny był Friedrich Nietzsche, który w 1882 roku napisał o niej wiersz.
Rasmus Malling-Hansen zmarł niespodziewanie 27 września 1890 roku. W chwili śmierci dysponował zamówieniami na 100 kul pisarskich, jednak ze względu na brak przygotowanych następców, zamówienia zostały anulowane, a kule nie były nigdy produkowane.
Wraz z żoną doczekali się siedmiu córek.